# مجله زندگی‌نامه اعضا جامعه سلطنتی
مجله زندگی‌نامه اعضا جامعه سلطنتی (انگلیسی: Biographical Memoirs of Fellows of the Royal Society) مجلهٔ علمی تاریخی است که سالانه توسط انجمن سلطنتی منتشر می‌شود. این نشریات خاطرات درگذشتگان جامعه سلطنتی را منتشر می‌کند.
این خاطرات یک رکورد مهم تاریخی هستند و اکثراً شامل یک کتابفروشی کامل از آثار سوژه هستند. خاطرات اغلب توسط دانشمندان نسل بعدی، یا یکی از دانش آموزان خود سوژه یا یک همکار نزدیک، نوشته شده‌است. در بسیاری از موارد نویسنده نیز یک همکار است.
بیوگرافی قابل توجه در این مجله زندگینامه چهره‌های سرشناسی مانند آلبرت اینشتین، آلن تورینگ، برتراند راسل، کلود شانون، کلمنت اتلی، ارنست میر و اروین شرودینگر به چاپ رسیده‌است.